# Nannotrigona
Nannotrigona (лат.) — род безжальных пчёл, из трибы Meliponini семейства Apidae. Не используют жало при защите. Хотя жало у них сохранилось, но в сильно редуцированном виде. Род описал американский энтомолог Теодор Коккерелл в 1922 году.

## Распространение
Неотропика: от Мексики до Аргентины и Боливии и Парагвая.

## Классификация
Известно около 10 видов.
- Nannotrigona chapadana (Schwarz, 1938)
- Nannotrigona dutrae (Friese, 1901)
- Nannotrigona melanocera (Schwarz, 1938)
- Nannotrigona mellaria (Smith, 1862)
- Nannotrigona minuta (Lepeletier, 1836)
- Nannotrigona perilampoides (Cresson, 1878)
- Nannotrigona punctata (Smith, 1854)
- Nannotrigona schultzei (Friese, 1901)
- Nannotrigona testaceicornis (Lepeletier, 1836) typus
- Nannotrigona tristella Cockerell, 1922